# Nisse

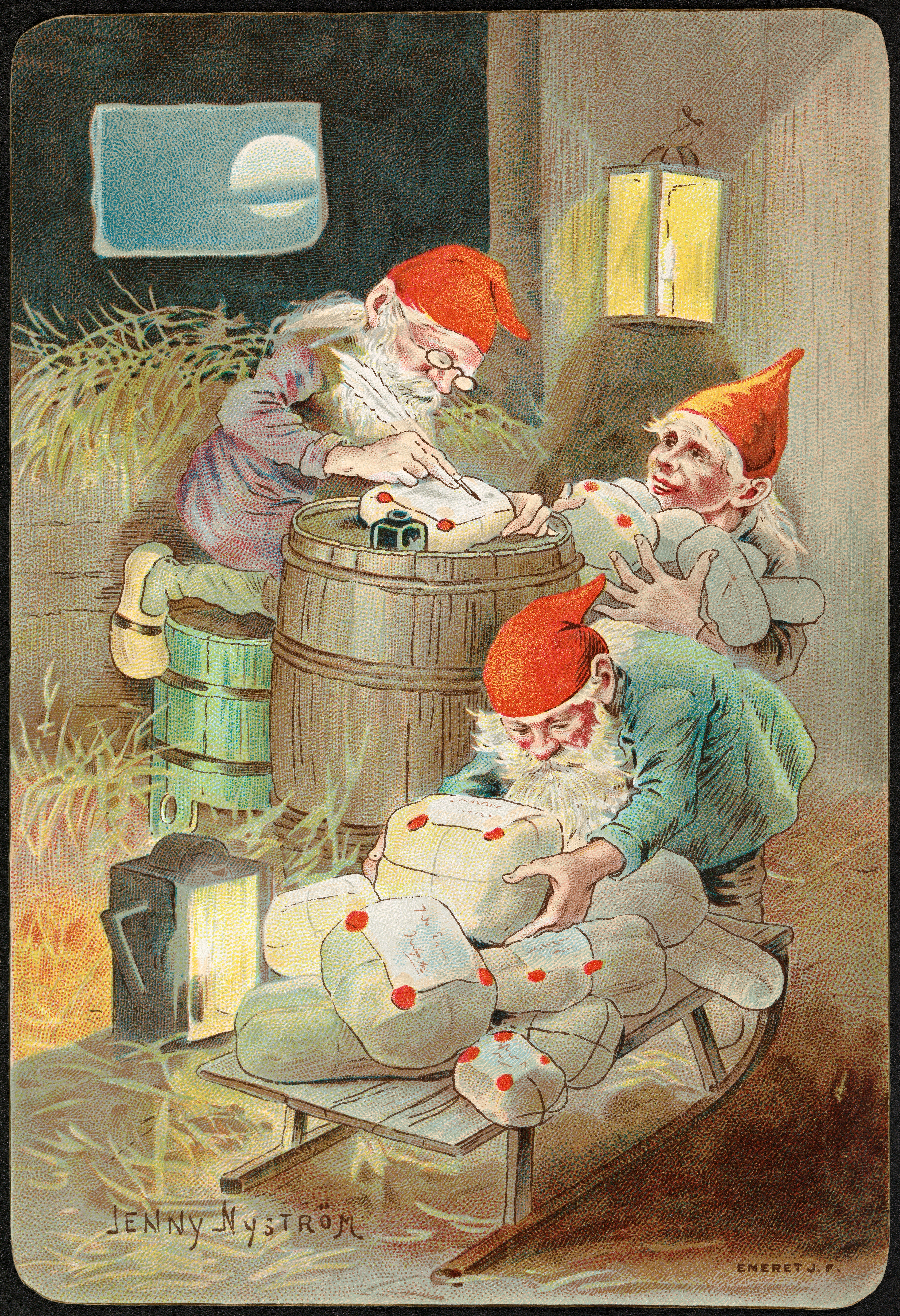
Szwedzka kartka bożonarodzeniowa z końca XIX wieku autorstwa Jenny Nyström

Nisse (lm nisser) to bożek domowy w duńskiej i norweskiej kulturze ludowej. W Szwecji nisse nazywa się tomte.
Nisse przypomina krasnoludka. Zazwyczaj przedstawiany jest jako postać wzrostu małego dziecka, z siwą brodą i czerwoną czapeczką. 
Nisser opiekowały się domem i obejściem w nocy, gdy gospodarze spali. W zamian oczekiwały drobnych prezentów (pożywienia). Niezadowolone, płatały psikusy.
Dzisiaj nisser kojarzone są głównie ze świętami Bożego Narodzenia. Są pomocnikami Świętego Mikołaja, w Skandynawii w okresie świątecznym obecne są w piosenkach, telewizyjnych programach dla dzieci, w sklepach i na pocztówkach.